# Дженовезе, Паоло
Паоло Дженовезе (итал. Paolo Genovese; 20 августа 1966, Рим, Италия) — итальянский кинорежиссёр и сценарист. Лауреат многочисленных кинопремий.

## Биография
Родился в Риме. После окончания факультета экономики и бизнеса Дженовезе начал свою карьеру в McCann Erickson, сняв более ста рекламных роликов и выиграв несколько наград.   В 1998 году он начал сотрудничество с Лукой Миньеро, в соавторстве  с которым снял несколько короткометражных лент и свой полнометражный режиссёрский дебют  «Неаполитанское обаяние».
В 2010 году Дженовезе ушёл в свободное плавание, совершив сольный дебют — комедию «Незрелые», главные роли в которой исполнили Рауль Бова, Барбора Бобулова и Амбра Анджолини . В 2016 году фильм Дженовезе «Идеальные незнакомцы» имел грандиозный национальный и международный успех,  получив две премии «Давид ди Донателло», три премии «Серебряная лента» и несколько призов на зарубежных кинофестивалях. В мировом прокате было собрано свыше 20 миллионов долларов США.

## Фильмография
- Неаполитанское обаяние (2002)
- На автоответчике нет сообщений (2005)
- Путешествие в Италию – правдивая история (2007)
- Ночь на двоих (2008)
- Банда Санта-Клаусов (2010)
- Незрелые (2011)
- Незрелые 2: Путешествие (2012)
- Идеальная семья (2012)
- Во всём виноват Фрейд (2014)
- Ты бывала на Луне? (2015)
- Идеальные незнакомцы (2016)
- Место встречи (2017)
- Супергерои (2021)